# Yrkeshögskolan Diakonia
Yrkeshögskolan Diakonia är en yrkeshögskola i Finland, grundad 1996,  med undervisning i bland annat diakoni och teckenspråkstolkning.
Skolan har omkring 3 000 studerande och stöds av Evangelisk-lutherska kyrkan i Finland.

## Skolans bibliotek
Biblioteket  består av sex campusbibliotek: Helsingfors, Grankulla, Träskända, Åbo, Pieksämäki och Uleåborg. Biblioteksservicen i Björneborg arrangeras av SAMK (Satakunnan ammattikorkeakoulu). Bibliotekssamlingarna har fokus på de ämnen som skolan lär ut. Biblioteket förmedlar cirka 230 000 lån om året.